# 베네티체
베네티체(Benetice)는 체코의 도시로, 유리 공장이 밀집해 있다.